# Écija
Écija is een gemeente in de Spaanse provincie Sevilla in de autonome gemeenschap Andalusië. Écija ligt in de vallei van de Genil (een zijrivier van de Guadalquivir), tussen Córdoba en Sevilla, en beslaat een oppervlakte van 978 km². In 2007 telde Écija 39.510 inwoners. Daarmee is het de vijfde stad in de provincie.

## Romeins Astigi
In Écija vindt men verschillende archeologische overblijfselen van Griekse en Romeinse nederzettingen. De stad stond toen bekend als Augusta Firma Astigi.
Astigi was een belangrijke stad in de Romeinse provincie Hispania Baetica en er ook zetel van een van de vier conventi (conventus Astigitanus), waar de hoofdmannen van verschillende dorpen jaarlijks bijeen kwamen om er onder toezicht van de proconsul juridische aangelegenheden te bespreken.

## Bisdom Astigi
Astigi verkreeg in de zesde eeuw een bisschopszetel. Sint Fulgentius van Écija (Astigi) († vóór 633) werd hier tot bisschop benoemd door zijn broer Isidorus van Sevilla. Hoewel het bisdom in 1144 werd opgeheven, blijft Astigi vandaag voortbestaan als titulair bisdom van de katholieke Kerk

## Demografische ontwikkeling
Bron: INE; 1857-2011: volkstellingen

## Geboren
- Gerónimo de Aguilar (1489-1531), geestelijke en ontdekkingsreiziger
- Rubén Pérez (1989), voetballer